# 小行星182
小行星182（182 Elsa）是一颗围绕太阳公转的小行星。1878年2月7日，約翰·帕利薩在普拉描述了此天体。
这颗小行星的绝对星等为9.12等。小行星182的命名依据不明，可能是以德国作曲家理查德·瓦格纳的歌剧《罗恩格林》中的登场人物命名。
小行星182的自转周期是80.088小时，约为3.3个地球日，天文学家推测这可能是由于它拥有一颗卫星。

## 相关條目
- 小行星列表/10001-11000

## 外部連結
- Asteroid Lightcurve Database (LCDB) （页面存档备份，存于）, query form (info （页面存档备份，存于）)
- Dictionary of Minor Planet Names, Google books
- Discovery Circumstances: Numbered Minor Planets (10001)-(15000) （页面存档备份，存于） – Minor Planet Center
- 小行星182 at AstDyS-2, Asteroids—Dynamic Site
  - Ephemeris · Observation prediction · Orbital info · Proper elements · Observational info
- NASA JPL小天體瀏覽器上的小行星182

| 前一小行星： 小行星181 | 小行星列表 | 後一小行星： 小行星183 |